# تيرجو
تيرجو، (بالإنجليزية: Tergu)‏، هي بلدية، في مقاطعة ساساري، في منطقة سردينيا الإيطالية، وتقع على بعد حوالي 190 كم (120 ميل) شمال كالياري، وحوالي 20 كم (12 ميل) شمال شرق ساساري، في المنطقة التاريخية أنجلونا.

## السكان
في سنة 1861 بلغ عدد السكان 444 نسمة، وتطور العدد ليصل في سنة 2011 لـ 614 نسمة.
يظهر هذا المخطط البياني تطور النمو السكاني لـ تيرجو